# Malakal

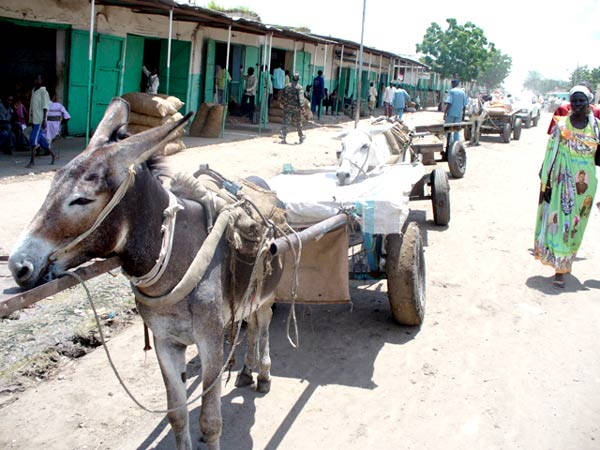
Marktstraße im Zentrum von Malakal

Malakal (arabisch ملكال Malakāl) ist die Hauptstadt des Bundesstaates Central Upper Nile (2015 bis 2017 von Eastern Nile, bis 2015 von Upper Nile) im Südsudan. Durch den Bürgerkrieg im Südsudan wurde sie weitgehend zerstört.

## Lage
Die Stadt liegt im Nordosten des Südsudan, am rechten Ufer des Weißen Nils. Malakal war als ein Endpunkt des unvollendeten Jonglei-Kanals geplant.

## Bevölkerung
Für Malakal wurden 165.637 Einwohner (Berechnung 2009) angegeben, maximal waren es 250.000 (mit Flüchtlingen). Stadt und Umgebung waren hauptsächlich von Dinka, Nuer und Schilluk bewohnt. Aufgrund des Bürgerkriegs 2015 ist die Stadt heute weitgehend entvölkert. Ein Teil der früheren Einwohner lebt in UN-Camps.
Bevölkerungsentwicklung:
| Jahr              | Einwohner |
| ----------------- | --------- |
| 1973 (Zensus)     | 34.894    |
| 1983 (Zensus)     | 33.737    |
| 1993 (Zensus)     | 72.000    |
| 2009 (Berechnung) | 165.637   |

## Geschichte
Malakal lag im umkämpften Gebiet des Sezessionskrieges. Die Stadt wurde während des gesamten Bürgerkrieges von der sudanesischen Zentralregierung gehalten, während das umliegende Gebiet von Rebellen beherrscht wurde. Damit zählte Malakal gegen Kriegsende, u. a. neben Juba, zu den letzten Machtbasen der Regierung im Süden. Im Jahr 2004 griffen im Schilluk-Gebiet südlich von Malakal bewaffnete Milizen zahlreiche Dörfer an und vertrieben mehrere Zehntausend Menschen, die meisten von ihnen nach Malakal.
In der Folge des Friedensschlusses von 2005 wurde die Stadt an die Regionalregierung des Südsudan übertragen. Nach dem Tod von John Garang, dem Führer der Sudanesischen Volksbefreiungsarmee (SPLA), brachen am 1. August 2005 Unruhen in der Stadt aus, bei denen sudanesische Araber das Ziel von Gewalttaten wurden, weil ein Teil der Bevölkerung vermutete, dass die Regierung in Khartum am Tod Garangs beteiligt gewesen sei. Sudanesische Araber wurden angegriffen sowie ihre Geschäfte und Häuser geplündert und zerstört. Es kamen vermutlich sechs Menschen, sowohl Araber als auch Südsudanesen, ums Leben. Als Folge verließen viele sudanesische Araber die Stadt.
Ende November 2006 brachen in Malakal die schwersten Kämpfe seit dem Friedensschluss zwischen SPLA und Angehörigen der Regierungsarmee aus, bei denen wohl Hunderte getötet wurden. Seither kommt es im Bereich zwischen Malakal und dem nördlich gelegenen Kodok immer wieder zu Auseinandersetzungen zwischen Schilluk und Dinka um Boden- und Wasserrechte. Im Januar 2014 sank eine Nilfähre bei Malakal, was 200 Menschen das Leben kostete. 2015 kam es zu gewaltsamen Auseinandersetzungen im Rahmen des Bürgerkrieges, wodurch die meisten Menschen aus der Stadt vertrieben wurden.

## Infrastruktur
- Flughafen Malakal

## Klimatabelle
|                       | Jan  | Feb  | Mär  | Apr  | Mai  | Jun  | Jul  | Aug  | Sep  | Okt  | Nov  | Dez  |   |      |
| Mittl. Tagesmax. (°C) | 35,7 | 37,1 | 38,9 | 38,6 | 35,8 | 32,9 | 30,9 | 30,6 | 31,8 | 33,6 | 35,5 | 35,3 | ⌀ | 34,7 |
| Mittl. Tagesmin. (°C) | 18,5 | 20,1 | 22,3 | 23,8 | 23,3 | 22,1 | 21,6 | 21,5 | 21,8 | 21,8 | 19,6 | 18,3 | ⌀ | 21,2 |
|                       |      |      |      |      |      |      |      |      |      |      |      |      |   |      |
| Niederschlag (mm)     | 0    | 0    | 7    | 19   | 95   | 103  | 139  | 159  | 133  | 83   | 5    | 0    | Σ | 743  |
|                       |      |      |      |      |      |      |      |      |      |      |      |      |   |      |
| Sonnenstunden (h/d)   | 9,9  | 9,2  | 8,9  | 8,1  | 7,8  | 5,2  | 5,0  | 5,4  | 5,9  | 7,3  | 9,5  | 9,8  | ⌀ | 7,7  |
|                       |      |      |      |      |      |      |      |      |      |      |      |      |   |      |
| Regentage (d)         | 0    | 0    | 0    | 3    | 8    | 10   | 14   | 16   | 11   | 7    | 0    | 0    | Σ | 69   |
|                       |      |      |      |      |      |      |      |      |      |      |      |      |   |      |
| Luftfeuchtigkeit (%)  | 29   | 26   | 26   | 38   | 59   | 71   | 80   | 82   | 84   | 75   | 52   | 36   | ⌀ | 55   |

| 18,5 |

| 20,1 |

| 22,3 |

| 23,8 |

| 23,3 |

| 22,1 |

| 21,6 |

| 21,5 |

| 21,8 |

| 21,8 |

| 19,6 |

| 18,3 |

| 18,5 |

| 20,1 |

| 22,3 |

| 23,8 |

| 23,3 |

| 22,1 |

| 21,6 |

| 21,5 |

| 21,8 |

| 21,8 |

| 19,6 |

| 18,3 |